# Lou (Name)
Lou ist als Vorname die Kurzform von Louis bzw. Louise, der sowohl von Männern als auch Frauen getragen wird.

## Namensträger
- Lou Adler (* 1933), US-amerikanischer Musik- und Filmproduzent und Filmregisseur
- Lou Ambers (1913–1995), US-amerikanischer Boxer
- Lou Banach (* 1960), ehemaliger US-amerikanischer Ringer
- Lou Barlow (* 1966), US-amerikanischer Musiker
- Lou Bega (* 1975), deutscher Latin-Pop-Sänger
- Lou Bernstein (1911–2005), US-amerikanischer Fotograf
- Lou Blackburn (1922–1990), US-amerikanischer Posaunist des Modern Jazz
- Lou Boudreau (1917–2001), US-amerikanischer Baseballspieler und -manager
- Lou van Burg (1917–1986), niederländisch-deutscher Showmaster und Entertainer
- Lou Castel (* 1943), schwedisch-italienischer Schauspieler
- Lou Christie (1943–2025), US-amerikanischer Sänger und Songwriter
- Lou Colombo (1927–2012), US-amerikanischer Musiker (Trompete, Kornett, Flügelhorn) im Bereich Swing und Mainstream Jazz
- Lou Condo (1948–2014), australischer Snooker- und Poolbillardspieler
- Lou Costello (1906–1959), US-amerikanischer Schauspieler, Produzent und Komiker
- Lou Creekmur (1927–2009), US-amerikanischer American-Football-Spieler
- Lou DiBella (* 1960), US-amerikanischer Boxpromoter
- Lou Dijkstra (1909–1964), niederländischer Eisschnellläufer
- Lou Dobbs (1945–2024), US-amerikanischer politischer Kommentator, Autor und TV-Moderator
- Lou Donaldson (1926–2024), US-amerikanischer Jazz-Altsaxophonist und Komponist
- Lou Ferrigno (* 1951), US-amerikanischer Schauspieler und Bodybuilder italienischer Abstammung
- Lou Gehrig (1903–1941), einer der erfolgreichsten Baseballspieler der Geschichte
- Lou Geniuz (* 1977), Schweizer Latin-Rapper, Sänger, Musikproduzent und Perkussionist italienischer Abstammung
- Lou Graham (1929–1999), US-amerikanischer Country- und Rockabilly-Musiker
- Lou Gramm (* 1950), US-amerikanischer Rock-Sänger
- Lou Grassi (* 1947), US-amerikanischer Jazz-Schlagzeuger
- Lou Groza (1924–2000), US-amerikanischer American-Football-Spieler und -Trainer
- Lou Hackney (* ≈1925), US-amerikanischer Jazzmusiker
- Lou Harrison (1917–2003), US-amerikanischer Komponist
- Lou Hudson (1944–2014), US-amerikanischer Basketballspieler
- Lou Jacobi (1913–2009), kanadischer Film- und Theaterschauspieler
- Lou Levy (1928–2001), US-amerikanischer Jazz-Musiker und Pianist
- Lou Lichtveld (1903–1996), niederländisch-surinamischer Schriftsteller
- Lou Lamoriello (* 1942), US-amerikanischer Eishockeyfunktionär italienischer Abstammung
- Lou Landré (* 1939), niederländischer Schauspieler
- Lou Macari (* 1949), ehemaliger schottischer Fußballspieler und -manager
- Lou Mallozzi (* 1957), US-amerikanischer Audiokünstler
- Lou Marini (* 1945), US-amerikanischer Musiker (Saxophone, Flöte, Klarinette)
- Lou Marsh (Sportler) (1879–1936), kanadischer Sportler, Schiedsrichter und Sportjournalist
- Lou Marsh (Schauspieler), US-amerikanischer Schauspieler und Komiker
- Lou McGarity (1917–1971), US-amerikanischer Jazz-Posaunist, Violinist und Sänger
- Lou Myers (1935–2013), US-amerikanischer Schauspieler
- Lou Ottens (1926–2021), niederländischer Ingenieur und Erfinder
- Lou Pearlman (1954–2016), US-amerikanischer Geschäftsmann und Musikmanager
- Lou Diamond Phillips (* 1962), US-amerikanischer Schauspieler, Regisseur, Drehbuchautor und Filmproduzent
- Lou Rawls (1933–2006), US-amerikanischer R&B-Sänger
- Lou Romano (* 1972), US-amerikanischer Trickfilmzeichner und Synchronsprecher
- Lou Taylor Pucci (* 1985), US-amerikanischer Schauspieler
- Lou Reed (1942–2013), US-amerikanischer Singer-Songwriter und Gitarrist
- Lou Richter (* 1960), deutscher Moderator, Comedian, Autor und Musiker
- Lou Scheimer (1928–2013), US-amerikanischer Filmproduzent
- Lou Stein (1922–2002), US-amerikanischer Jazzpianist und Studiomusiker
- Lou Tellegen (1883–1934), niederländischer Theater- und Stummfilmschauspieler und Regisseur
- Lou Thesz (1916–2002), US-amerikanischer Wrestler
- Lou Williams (* 1986), US-amerikanischer Basketballspieler

## Namensträgerinnen
- Lou Adler (* 1996), französische Tennisspielerin
- Lou Albert-Lasard (1885–1969), deutsch-französische Malerin der Moderne
- Lou Andreas-Salomé (1861–1937), deutsche Schriftstellerin, Erzählerin und Essayistin
- Lou Barin (* 1999), französische Freestyle-Skierfahrerin
- Lou Ann Barton (* 1954), US-amerikanische Blues- und Bluesrocksängerin
- Lou Brouleau (* 1995), französische Tennisspielerin
- Lou Charmelle (* 1983), französische Pornodarstellerin
- Lou Doillon (* 1982), französische Schauspielerin und Sängerin
- Lou Gish (1967–2006), britische Schauspielerin
- Lou Hoover (1874–1944), Geologin und Ehefrau des amerikanischen Präsidenten Herbert Hoover
- Lou Jean (* 2004), französische Sängerin und Schauspielerin
- Lou Jeanmonnot (* 1998), französische Biathletin
- Lou-Ann Joly (* 2002), französische Fußballspielerin
- Lou Koster (1889–1973), luxemburgische Komponistin und Pianistin
- Lou de Laâge (* 1990), französische Schauspielerin
- Lou Leon Guerrero (* 1950), US-amerikanische Politikerin
- Lou Llobell (* 1995), Schauspielerin aus Simbabwe
- Lou Loeber (1894–1983), niederländische Malerin, Aquatintastecherin, Zeichnerin, Grafikerin und Illustratorin
- Lou Lorenz-Dittlbacher (* 1974), österreichische Journalistin und Fernsehmoderatorin
- Lou Paget (* 1955), US-amerikanische Sexberaterin und Buchautorin
- Lou Scheper-Berkenkamp (1901–1976), deutsche Malerin, Farbgestalterin, Avantgardistische Kinderbuchautorin, Märchenbuchillustratorin und Kostümbildnerin
- Lou Seitz (1899–1985), deutsche Schauspielerin
- Lou Simard (* 1962), kanadische Regisseurin, Musikerin und Theaterautorin
- Lou Strenger (* 1992), deutsche Schauspielerin und Hörspielsprecherin

## Familienname
- Ah Yue Lou (1923–2005), deutscher Schauspieler
- Alice Phoebe Lou (* 1993), südafrikanische Sängerin
- Camille Lou (* 1992), französische Schauspielerin und Sängerin
- Lou Hok Man (* 1997), Badmintonspieler aus Macao
- Lou Jiahui (* 1991), chinesische Fußballspielerin
- Lou Jiwei (* 1950), chinesischer Politiker
- Marie-Josée Ta Lou-Smith (* 1988), ivorische Sprinterin
- Lou Yangsheng (* 1959), chinesischer Politiker und derzeitiger Gouverneur der Provinz Shanxi
- Lou Ye (* 1965), chinesischer Filmregisseur
- Lou Yun (* 1964), chinesischer Geräteturner und Olympiasieger

## Künstlername
- Lou (* 1963), Künstlername der deutschen Sängerin Marie-Luise Steinle
- Bonnie Lou (Mary Joan Okum; 1924–2015), US-amerikanische Sängerin
- Miss Lou (1919–2006), jamaikanische Schriftstellerin, siehe Louise Bennett-Coverley
- Onk Lou (Lukas Weiser; * 1991), österreichischer Singer-Songwriter
- Stoopid Lou (Moritz Leppers; * 1991), Musikproduzent aus Berlin
- Tiger Lou (Karl Rasmus Kellerman; * 1980), schwedischer Musiker

## Spitzname
- Aunt Lou, Spitzname von Lucretia Marchbanks (1832–1911), US-amerikanische Köchin und Hotelbetreiberin

## Fiktive Figuren
- Lou Grover, Figur aus der Fernsehserie Hawaii Five-0
- Lou, Figur aus der Fernsehserie Die Simpsons, siehe  Figuren aus Die Simpsons#Officer Lou